# Songs an einem Sommerabend (Album, 2016)
30 Jahre Songs an einem Sommerabend ist ein Livealbum aus Anlass des 30-jährigen Jubiläums von Songs an einem Sommerabend im Jahre 2016.

## Entstehung
Im Vorwort des Booklets zu dieser Doppel-CD schreibt der Leiter des Festivals Ado Schlier, dass die „Songs“ zum letzten Mal in Kloster Banz stattfanden. Rückblickend erinnert er sich an die Geburt der Idee mit Karl-Theodor Huttner von der Hanns-Seidel-Stiftung zu diesem Liedermacherfestival.
Seit 2017 finden die „Songs an einem Sommerabend“ an wechselnden Orten statt.

## Titelliste
CD 1:
1. Mensch, ärger’ Dich nicht  (Matthias Brodowy) – 2:42
2. Robinson Crusoe (SOLOzuVIERT) – 5:15
3. Alla fiera dell’est (Angelo Branduardi) – 5:31
4. Ballo in fa diesis minore (Angelo Branduardi) – 3:58
5. Bunter Vogel (Claudia Koreck & Band) – 5:26
6. Stadt Land Fluss (Claudia Koreck & Band) – 4:29
7. Moderation – 1:00
8. Nur ein Lied (Alex Diehl) – 3:28
9. Silvester (Alex Diehl) – 4:39
10. Ave que emigra (Gaby Moreno & Band) – 4:19
11. Illusion (Gaby Moreno & Band) – 3:50
12. La Malagueña (Gaby Moreno & Band) – 4:35
13. Das macht mir Mut (Konstantin Wecker) – 2:47
14. Wenn der Sommer nicht mehr weit ist (Konstantin Wecker) – 6:19
15. Weil ich Dich liebe (Konstantin Wecker) – 3:06
16. Die Gedanken sind frei (Banzer Klosterwiesen-Chor) – 1:11
17. Die Gedanken sind frei (Konstantin Wecker) – 3:03
18. Ich singe, weil ich ein Lied hab (Konstantin Wecker mit Gaby Moreno) – 4:21
19. Buonanotte Fiorellino (Konstantin Wecker mit Dominik Plangger) – 5:17

CD 2:
1. Ich weiß, dass ich nichts weiß (Viva Voce) – 2:54
2. Der indische Kartoffelheld (Viva Voce) – 3:15
3. Heimatland (Dominik Plangger & Band) – 3:16
4. Wo immer ich auch bin (Dominik Plangger & Band) – 3:27
5. La la la (Klaus Hoffmann & Band) – 3:53
6. Blinde Katharina (Klaus Hoffmann & Band) – 4:37
7. Das Ende aller Tage (Klaus Hoffmann & Band) – 3:18
8. Ehrlich gesagt (Carolin No) – 2:57
9. You and I (Carolin No) – 3:47
10. Blau wie die Seine (Georg Clementi) – 4:31
11. Anna (Georg Clementi) – 4:01
12. Kompromissbereit (Bodo Wartke) – 2:56
13. Der Clown (Bodo Wartke & Das Capital Dance Orchestra) – 4:00
14. Gegen Regen (Bodo Wartke) – 5:29
15. An Dich (Bodo Wartke) – 5:17
16. Meine neue Freundin (Bodo Wartke) – 5:02
17. Abendlied (Matthias Brodowy) – 3:16

## Produktion
Konzept und Idee zu dem Album stammen von Ado Schlier. Produziert wurde es vom Studio für Veranstaltungen, Würzburg. Aufnahme und Mischung übernahm Friedrich Thein von den THEIN Studios & Mobile Recording, Stuhr-Neukrug. Der Stereomitschnitt wurde bearbeitet und gemastert von Manna Pokrandt vom Studio 1058, Berlin. Die CD-Redaktion übernahm Klaus Koch. 
Die Fotos stammen von Frank Wunderatsch, Markus Rakowsky, Mathias H. Walther und Carl-Hellmut Hoefer.